# Jocs Mediterranis
Els Jocs Mediterranis, menys sovint Jocs del Mediterrani, són una competició multiesportiva que es disputa cada quatre anys i on participen els estats banyats pel Mediterrani. Es van disputar per primer cop l'any 1951. L'emblema dels Jocs són tres anells que simbolitzen els tres continents que hi prenen part: Europa, Àsia i Àfrica.
Andorra i Líbia són els únics dos estats participants que no han guanyat mai cap medalla. Per contra, Itàlia continua liderant en nombre de medalles; 2.147, comptant fins a les dels Jocs Mediterranis de 2013.

## Història

### Jocs regionals anteriors
Abans de la idea de jocs Mediterranis van ser diverses projectes de jocs regionals, com a suplement dels Jocs Olímpics. Van incloure uns «Jocs Olímpics Americans» (planificats a la ciutat de Chicago però mai aconseguits), Jocs Sud-americans (1922, a Rio de Janeiro), Jocs Africans (amb Alger el 1925 i Alexandria 1927 segons un pla mai aconseguit) Jocs hindús i els Jocs d'Extrem Orient. Aquests finals van ser iniciats el febrer de 1913 al Manila (Filipines) i després organitzats regularment fins al 1927, amb les dues edicions finals el 1930 i 1934.
També es va organitzar uns Jocs de l'Amèrica Central (Ciutat de Mèxic el 1926 i l'Havana el 1930). Començant el 1929 es van celebrar els Jocs Balcànics – 1929 a Atenes, 1931 a Sofia, la cinquena edició a Zagreb celebrats anualment durant uns anys. També es van celebrar el 1930 la primera edició dels British Empire Games, ara coneguts com els Jocs de la Commonwealth, i vuit anys més tard els Jocs Bolivarians (a Bogotà, amb sis països competint).

### Les primeres edicions
La idea de Jocs Mediterranis fou proposada el 1948 als Jocs Olímpics de Londres per Muhammed Taher Pasha, cap del Comitè Olímpic d'Egipte. El 1949 es disputà una edició no oficial a Atenes. Finalment, foren inaugurats l'octubre de 1951, a Alexandria, Egipte, en honor de Muhammed Taher Pasha, l'ideòleg.
La segona edició fou el 1955 a Barcelona. En aquesta edició es creà l'òrgan de govern dels jocs, que es materialitzà el 16 de juny de 1961 amb el nom de Comitè Internacional dels Jocs Mediterranis. La seu del Comitè és a Atenes.

### Edicions següents
Les 10 primeres edicions es diputaren l'any anterior als Jocs Olímpics. Des del 1993 es disputen l'any posterior a aquests; aquest canvi es van realitzar després de peticions de diversos comitès olímpics nacionals i amb relació del calendari més complet a l'any abans d'uns jocs Olímpics.
Des de 1967, quan els jocs es van celebrar a Tunis, els Jocs Mediterranis també inclouen competicions per a les atletes femenines. Fins a l'edició de 2001, l'organització es van alternar més estrictament entre els països al nord i al sud del mar Mediterrani. Andorra i Líbia són els únics dos estats participants que no han guanyat mai cap medalla.

### Jocs Mediterranis de Platja
El 2015 es van celebrar els primers Jocs Mediterranis de Platja (anglès: Mediterranean Beach Games) a la ciutat italiana de Pescara. Competicions d'11 disciplines amb relació de la platja o l'aigua van ser disputades.

## Estats membres

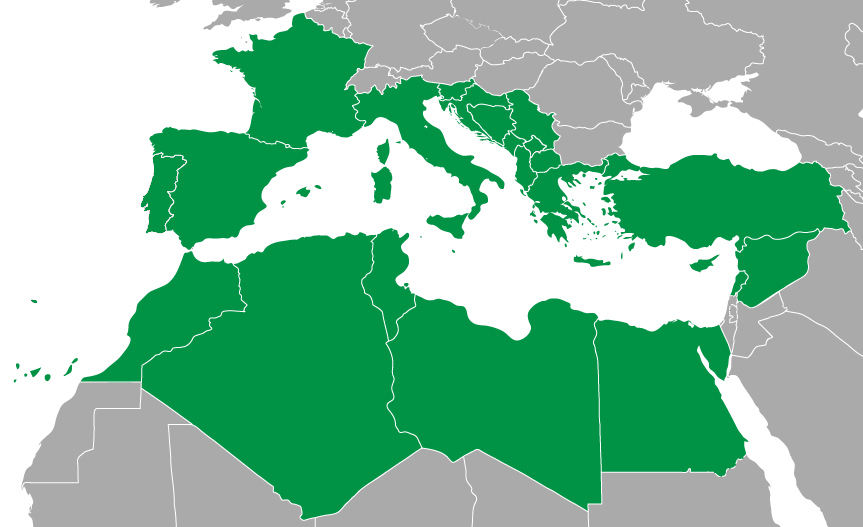
Estats participants

Actualment hi prenen part 26 estats. Aquests són:
- Àfrica: Algèria, Egipte, Líbia, Marroc i Tunísia.
- Àsia: Líban i Síria
- Europa: Albània, Andorra, Bòsnia i Hercegovina, Croàcia, Eslovènia, Espanya, França, Grècia, Itàlia, Kosovo, Macedònia del Nord, Malta, Mònaco, Montenegro, Portugal, San Marino, Sèrbia, Turquia i Xipre.

Fins al moment no hi prenen part Israel ni Palestina.

## Edicions

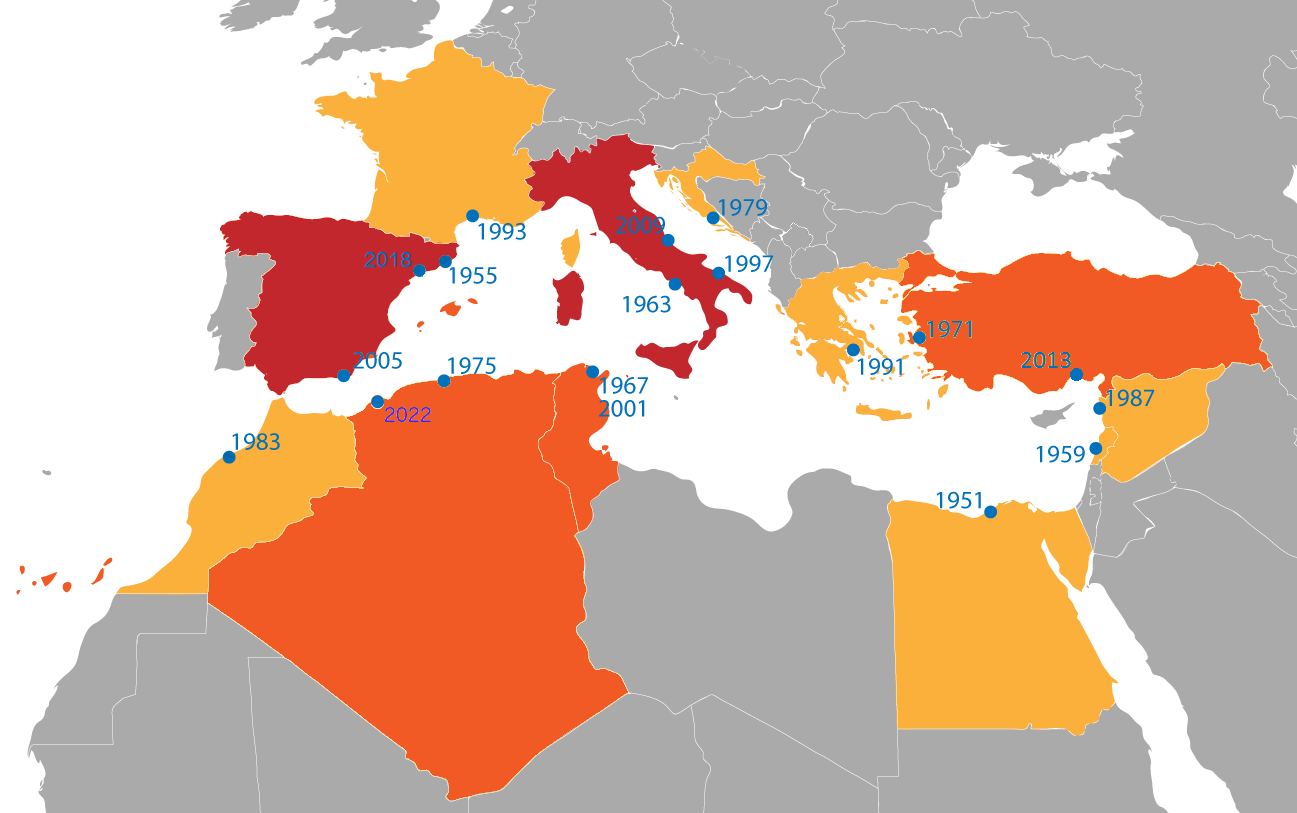
Ciutats que han estat seus dels Jocs Mediterranis.

Font:
| Ed.   | Any          | Seu                 | Continent | Països | Atletes | Líder Medaller |
| ----- | ------------ | ------------------- | --------- | ------ | ------- | -------------- |
| I     | 1951 Detalls | Alexandria          | Àfrica    | 10     | 734     | Itàlia         |
| II    | 1955 Detalls | Barcelona           | Europa    | 10     | 1.135   | França         |
| III   | 1959 Detalls | Beirut              | Àsia      | 11     | 792     | França         |
| IV    | 1963 Detalls | Nàpols              | Europa    | 13     | 1.057   | Itàlia         |
| V     | 1967 Detalls | Tunis               | Àfrica    | 12     | 1.249   | Itàlia         |
| VI    | 1971 Detalls | Esmirna             | Àsia      | 14     | 1.362   | Itàlia         |
| VII   | 1975 Detalls | Alger               | Àfrica    | 15     | 2.444   | Itàlia         |
| VIII  | 1979 Detalls | Split               | Europa    | 14     | 2.408   | Iugoslàvia     |
| IX    | 1983 Detalls | Casablanca          | Àfrica    | 16     | 2.192   | Itàlia         |
| X     | 1987 Detalls | Latakia             | Àsia      | 18     | 1.996   | Itàlia         |
| XI    | 1991 Detalls | Atenes              | Europa    | 18     | 2.762   | Itàlia         |
| XII   | 1993 Detalls | Llenguadoc-Rosselló | Europa    | 19     | 2.598   | França         |
| XIII  | 1997 Detalls | Bari                | Europa    | 21     | 2.956   | Itàlia         |
| XIV   | 2001 Detalls | Tunis               | Àfrica    | 23     | 2.991   | França         |
| XV    | 2005 Detalls | Almeria             | Europa    | 21     | 3.203   | Itàlia         |
| XVI   | 2009 Detalls | Pescara             | Europa    | 23     | 3.368   | Itàlia         |
| XVII  | 2013 Detalls | Mersin              | Àsia      | 24     | 3.064   | Itàlia         |
| XVIII | 2018 Detalls | Tarragona           | Europa    | 26     | 3.648   | Itàlia         |
| XIX   | 2022 Detalls | Orà                 | Àfrica    | 26     | 3.390   | Itàlia         |
| XX    | 2026 Detalls | Taranto             | Europa    |        |         |                |
| XXI   | 2030 Detalls | Pristina            | Europa    |        |         |                |

## Medaller
Medaller de 1951 a 2022.
| Posició | País                 | Or    | Argent | Bronze | Total  |
| 1       | Itàlia               | 924   | 791    | 747    | 2.462  |
| 2       | França               | 652   | 600    | 569    | 1.821  |
| 3       | Turquia              | 386   | 269    | 315    | 970    |
| 4       | Espanya              | 345   | 474    | 569    | 1.388  |
| 5       | Grècia               | 200   | 257    | 349    | 806    |
| -       | Iugoslàvia           | 199   | 177    | 182    | 558    |
| 6       | Egipte               | 156   | 209    | 255    | 620    |
| 7       | Tunísia              | 89    | 101    | 159    | 349    |
| 8       | Algèria              | 86    | 76     | 131    | 293    |
| 9       | Marroc               | 72    | 90     | 116    | 278    |
| 10      | Croàcia              | 57    | 69     | 79     | 205    |
| 11      | Eslovènia            | 55    | 64     | 99     | 218    |
| 12      | Sèrbia               | 54    | 51     | 58     | 163    |
| 13      | Síria                | 32    | 42     | 76     | 150    |
| -       | República Àrab Unida | 23    | 21     | 30     | 74     |
| 14      | Xipre                | 19    | 21     | 25     | 65     |
| 15      | Albània              | 11    | 19     | 18     | 48     |
| 16      | Líban                | 10    | 23     | 42     | 75     |
| 17      | Portugal             | 10    | 18     | 21     | 49     |
| 18      | Bòsnia i Hercegovina | 6     | 8      | 25     | 39     |
| 19      | Kosovo               | 6     | 1      | 3      | 10     |
| 20      | San Marino           | 5     | 10     | 8      | 23     |
| 21      | Mònaco               | 4     | 8      | 10     | 22     |
| 22      | Macedònia del Nord   | 3     | 2      | 9      | 14     |
| -       | Sèrbia i Montenegro  | 2     | 2      | 7      | 11     |
| 23      | Líban                | 2     | 1      | 14     | 17     |
| 24      | Malàisia             | 1     | 4      | 4      | 9      |
| 25      | Mònaco               | 1     | 3      | 1      | 5      |
| 26      | Andorra              | 0     | 0      | 0      | 0      |
| 26      | Jordània             | 0     | 0      | 0      | 0      |
| Total   | Total                | 3.408 | 3.409  | 3.914  | 10.731 |